# سولفات استرانسیم
سولفات استرانسیم (به انگلیسی: Strontium sulfate) با فرمول شیمیایی SrSO۴ یک ترکیب شیمیایی است. که جرم مولی آن ۱۸۳٫۶۸ g/mol می‌باشد. شکل ظاهری این ترکیب، بلورهای دستگاه بلوری مکعبی بی‌رنگ است.